# Tutela del Tursiops truncatus
Das FFH-Gebiet Tutela del Tursiops truncatus (deutsch: Schutz des Großen Tümmlers) liegt im Mittelmeer vor der Küste der Toskana. Es ist Teil des europäischen Schutzgebietsnetzes Natura 2000.
Das etwa 3.700 km² große Schutzgebiet umfasst einen Teil des Ligurischen Meers. Die östliche Grenze liegt etwa 3,5 km vor der Küste zwischen Viareggio im Norden und Piombino im Süden. Die südliche Grenze verläuft etwa zwischen Piombino und der Insel Capraia, die östliche Grenze wiederum verläuft östlich der Inseln Capraia uns Gorgona bis Viareggio.
Vor Livorno liegt eingebettet in das Schutzgebiet das FFH-Gebiet Secche della Meloria. Die Wasserflächen um die Inseln Capraia und Gorgona sind als Isola di Capraia - area terrestre e marina bzw. Isola di Gorgona - area terrestre e marina als separate Natura-2000-Gebiete ausgewiesen. Das Schutzgebiet ist Teil des Walschutzgebiets im Mittelmeer.
Neben dem Großen Tümmler und der Unechten Karettschildkröte kommen im Gebiet auch einige geschützte Vogelarten, wie der Mittelmeer-Sturmtaucher, die Mittelmeer-Krähenscharbe und die Korallenmöwe vor. Weitere Arten von gemeinschaftlichem Interesse im Gebiet sind unter anderem  der Seeigel Centrostephanus longispinus, die Rote Koralle, die Lederschildkröte, die Edelkoralle, die Steindattel, die Edle Steckmuschel, der Große Bärenkrebs sowie zahlreiche Walarten.

## Schutzzweck
Folgende Lebensraumtypen nach Anhang I der FFH-Richtlinie sind für das Gebiet gemeldet:
| EU Code | * | Lebensraumtyp (offizielle Bezeichnung)                             | Fläche [ha] |
| ------- | - | ------------------------------------------------------------------ | ----------- |
| 1110    |   | Sandbänke mit nur schwacher ständiger Überspülung durch Meerwasser | 800         |
| 1120    | * | Posidonia-Seegraswiesen (Posidonion oceanicae)                     | 8800        |
| 1170    |   | Riffe                                                              | 1000        |
| 8330    |   | Völlig oder teilweise unter Wasser liegende Meereshöhlen           | 0.35        |

### Arteninventar
Folgende Arten von gemeinschaftlichem Interesse kommen im Gebiet vor:
| Bild | EU Code | * | Art                       | wissenschaftlicher Name | Artengruppe |
| ---- | ------- | - | ------------------------- | ----------------------- | ----------- |
|      | 1224    | * | Unechte Karettschildkröte | Caretta caretta         | Reptilien   |
|      | 1349    |   | Großer Tümmler            | Tursiops truncatus      | Säugetiere  |